# Gare de Nissan
Gare de Nissan vasútállomás Franciaországban, Nissan-lez-Enserune településen.

## Vasútvonalak
Az állomást az alábbi vasútvonalak érintik:
- Bordeaux–Sète-vasútvonal

## Kapcsolódó állomások
A vasútállomáshoz az alábbi állomások vannak a legközelebb:
- Coursan (Gare de Bordeaux-Saint-Jean, Bordeaux–Sète-vasútvonal)
- Gare de Béziers (Gare de Sète, Bordeaux–Sète-vasútvonal)
- Gare de Colombiers